# I. e. 479
Évszázadok: i. e. 6. század – i. e. 5. század – i. e. 4. század
Évtizedek: i. e. 520-as évek – i. e. 510-es évek – i. e. 500-as évek – i. e. 490-es évek – i. e. 480-as évek – i. e. 470-es évek – i. e. 460-as évek – i. e. 450-es évek – i. e. 440-es évek – i. e. 430-as évek – i. e. 420-as évek
Évek: i. e. 484 – i. e. 483 – i. e. 482 – i. e. 481 –  i. e. 480 – i. e. 479 – i. e. 478 – i. e. 477 – i. e. 476 – i. e. 475 – i. e. 474

## Események
- a plataiai csata a görögök szárazföldön is legyőzik a perzsa hadsereget, az invázió veszélye ezzel elhárult
- a mükaléi csata, a görögök megsemmisítik a perzsa flotta maradékait
- Római consulok: K. Fabius Vibulanus és T. Verginius Tricostus Rutilus
- Athén arkhón epónümosza: Xanthipposz, Periklész apja

## Halálozások
- Konfuciusz